# Granuloma inguinale
Granuloma inguinale, známá též jako donovanóza, granuloma venereum či inguinální granulom, je sexuálně přenosná nemoc, jejímž původcem je bakterie Klebsiella granulomatis. Tato nemoc, která byla poprvé popsána v roce 1882, postihuje kůži a podkoží genitálií a přilehlých oblastí. Jedná se o vzácnou pohlavní nemoc, která je v některých částech světa endemická, vyskytující se především v tropech a subtropech v oblastech Afriky, jihovýchodní Asie, Karibiku, Austrálie, Indie, Nové Guineje a dalších převážně rozvojových zemích (v jiných zemích je výskyt způsoben většinou kvůli migraci).
Inkubační doba nemoci se pohybuje od 1 do 12 týdnů. Po uplynutí inkubační doby se začne tvořit vřed, častěji větší množství vředů. Ty se posléze spojují, praskají, krvácejí a značně destruují nejenom tkáň pohlavního ústrojí, ale i tkáň řitního otvoru a třísel. Ve stejnou dobu probíhá hojení prostřednictvím vazivových jizev. Neléčená nemoc může způsobit vážné následky. Terapie probíhá podáváním antibiotik či sulfonamidů, někdy je však nezbytný chirurgický zákrok.

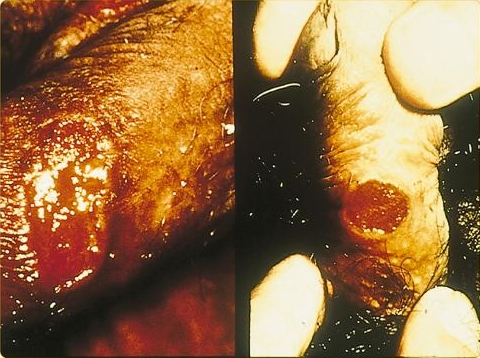
Projev nemoci u muže
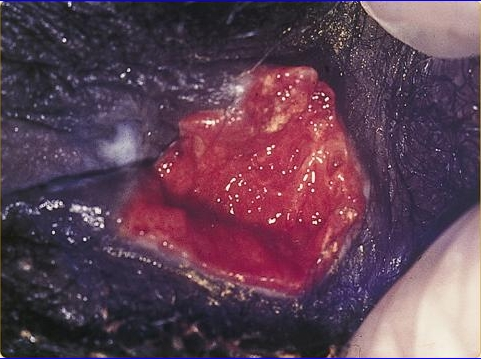
Projev nemoci u ženy